# 3 + 3
3 + 3 è l'undicesimo album in studio del gruppo musicale The Isley Brothers, pubblicato nel 1973.
L'album è stato incluso nel libro 1001 Albums You Must Hear Before You Die (1001 album da ascoltare prima di morire) ed è elencato al numero 992 in All-Time Top 1000 Albums. Nel 2020, l'album è stato classificato al 464º posto nella lista dei 500 migliori album di tutti i tempi dalla rivista Rolling Stone.

## Tracce
Tutte le tracce sono state scritte da The Isley Brothers, eccetto dove indicato.

Side 1
1. That Lady – 5:35
2. Don't Let Me Be Lonely Tonight – 4:00 (James Taylor)
3. If You Were There – 3:22
4. You Walk Your Way – 3:08
5. Listen to the Music – 4:07 (Tom Johnston)

Side 2
1. What It Comes Down To – 3:54
2. Sunshine (Go Away Today) – 4:23 (Jonathan Edwards)
3. Summer Breeze – 6:12 (Jim Seals, Dash Crofts)
4. The Highways of My Life – 4:17

## Formazione
The Isley Brothers
- Ronald Isley – produzione, voce, cori
- Rudolph Isley – produzione, cori
- O'Kelly Isley Jr. – produzione, cori
- Ernie Isley – cori (1, 6, 8), percussioni (6), chitarra acustica, chitarra elettrica, chitarra a 12 corde
- Marvin Isley – cori (1, 6, 8), basso
- Chris Jasper – cori (1, 6, 8), tastiera (3, 5, 6, 7), sintetizzatore Moog (8, 9), sintetizzatore ARP, piano acustico, piano elettrico, tamburello

Ospiti
- George Moreland – batteria (1-3, 5-7), tom-tom (6)
- Truman Thomas – organo (3-6)
- Rocky – conga (1)